# آتالایا دو نورته
آتالایا دو نورته (به پرتغالی: Atalaia do Norte) یک منطقهٔ مسکونی در برزیل است که در آمازوناس (برزیل) واقع شده‌است. آتالایا دو نورته ۷۶٬۳۵۵ کیلومتر مربع مساحت و ۲۰٬۳۹۸ نفر جمعیت دارد و ۶۵ متر بالاتر از سطح دریا واقع شده‌است.